# فوري (فلم)
فوري ( وتُكتب بالإنجليزية: Furie)؛ (اسم الفيلم باللغة الفيتنامية: Hai Phượng) ( هاي فونج) هو فيلم فنون قتالية فيتنامي لعام 2019 من إخراج لفان كيت  ( Lê Văn Kiệt) من بطولة نجو ثانه فان ، كات في ، فان ثانه نيهين ، فام أنه خوا وترون ثانه هوا. تم إصدار الفيلم في 22 فبراير 2019 في فيتنام وتم إصداره في 1 مارس 2019 في الولايات المتحدة.  حصل الفيلم على اراء إيجابية، حيث أشاد النقاد بالعمل وأداء نجو ثانه فان، تم اختياره كمدخل فيلم فيتنامي لفئة «أفضل فيلم دولي» في حفل توزيع جوائز الأوسكار الثاني والتسعين ، ولكن لم يتم ترشيحه، حطم الفيلم الرقم القياسي للفيلم الفيتنامي الأعلى ربحًا في  التاريخ.

## الإصدار
بلغ فيلم الحركة مليار 135، ( 5.8 مليون دولار أمريكي) في شباك التذاكر بعد أسبوعين من إصداره،  حصلت نجو ثانه فان على شهادة من العمدة تري تا من وستمنستر سيتي في كاليفورنيا لجهودها في الترويج للفيلم الفيتنامي للعالم.
اشترت Well Go USA Entertainment رسميًا حقوق التوزيع الأمريكي للفيلم، الذي صدر في 1 مارس 2019. الفيلم متاح أيضًا على نتفلكس من 21 مايو 2019.

## الإستقبال
تم إصدار الفيلم وحصل على اراء إيجابية. روتن توميتوز منح الفيلم درجة 95٪ بناءً على 19 تقييمًا بمتوسط تقييم 6.42 / 10. نفيس أحمد من High On Films كتب في مراجعته، «إنه فيلم حركة فنون قتالية منمق للغاية يحوي مشاهد أكشن نظيفة وعالية الأوكتان.» حطم الفيلم الرقم القياسي للفيلم الفيتنامي الأعلى ربحًا في  التاريخ.

## القصة
هاي فونج (نجو ثانه فان) ، هي عصابة سابقة انفصلت عن عائلتها بعد أن تبرأ منها والدها بسبب علاقتها مع أحد أفراد العصابات والتورط في نشاط إجرامي.  بعد ولادة ابنتها ماي بعد القبض على أحد أفراد العصابات، قررت هاي فونج ان تستقر في الريف وتتقاعد.  وهي تعمل كمحصلة ديون، ولا تكاد تدعم ابنتها أو نفسها.  تتعرض ابنتها مي للمضايقات في المدرس بسبب سمعة هاي فونج السيئة كجامعة للديون وعدم وجود والد ماي لانها فتاة غير شرعية، ماي تريد التوقف عن الذهاب إلى المدرسة حتى تتمكن من دعم والدتها بعمل جيد حتى لا يكرهها المجتمع بعد الآن.  ذات يوم، أثناء وجودها في السوق، ترى هاي فونغ اتهام ماي إحدى النساء بسرقة محفظتها.  تضغط المراة والشهود في السوق على هاي فونج لجعل ابنتها تعترف بسرقتها، مما يؤذي مشاعر ماي ويثير غضبها عندما لا تصدقها هاي فونج، توبخ ماي والدتها لانها ثق بالغرباء أكثر منها، وتقول لها انها تكرهها ثم تذهب بعيداً.  لاحقا تكتشف هاي فونج عن أن شخصًا ما قام بتوريط ماي وانها لم تسرق المحفظة، تحاول هاي فونج العثور على ماي للاعتذار، ولكن تم خطف ماي من قبل عصابة.
تحاول هاي فونج اللحاق بالعصابة، ولكن عليها أن تقاتل العديد من اتباع العصابة التي اختطفت ابنتها.  بعد مطاردة مطولة، تفقد هاي فونج ابنتها، تكتشف هاي فونج لاحقا أن العصابة يأخذون ماي إلى مدينة هو تشي منه.  تلتقي هاي فونج في شاحنة، وتصل في وقت لاحق إلى مدينة هو تشي منه.  تحاول هاي فونج الحصول على المساعدة من زميلتها في العصابات، لكنها ترفضها.  تذهب هاي فونج إلى الشرطة وتسرق تقارير المجرمين المرتبطين بالأطفال المفقودين.  تذهب هاي فونج لمواجهة المجرم السابق تراوك ، مما يؤدي إلى قتال وحشي بينهم، هاي فونج ينجح في قلب الطاولات وبينما هي على وشك قتل تراوك تقريبًا، لكنها لا تقتله وتنقذه بسبب أم تراوك الذي تطلب منها عدم قتله. تجد الشرطة المحقق لونغ لحل القضية.
ثم يخبر تراوك هاي فونج أين توجد العصابات، وتجد هاي فونج قاعدة عملياتهم، والتي تكشف أن العصابة تستخدم الأطفال كتجارة بالبشرة والأعضاء. عندما تصل تدخل هاي فونج في قتال وحشي مع افراد العصابة، وثم تدخل في قتال مع زعيمة العصابة ثانه سوي لكن سوي تهزم هاي فونج بشكل سليم، وتطردها وتخبر أتباعها برمي هاي فونج في النهر، ولكن لحسن الحظ تستمع هاي فونج القطار الذي ستأخذه ثانه سوي مع الأطفال المخطتفين، يتم إنقاذ هاي فونغ في النهر بواسطة المحقق لونغ، لكنها تهرب بمساعدة ممرضة في المستشفى.  ثم تذهب هاي فونج إلى شقيقها طلبًا للمساعدة، لكنه يرفض مساعدتها، لأنه لا ينسى حقيقة أن هاي فونج خانت عائلتها لتصبح مجرمة ولم تعد أبدًا للتصالح معهم عندما غادرت حياة العصابات،  ولم تحضر جنازة والديها قط،  يجد المحقق لونج هاي فونج، ويقنعها بالتعاون معًا.
يجد هاي فونغ والمحقق لونغ أخيراً القطار، وكلاهما يدخلان في قتال مع العصابات أثناء وجودهما في القطار، تخبر ثانه سوي أتباعها بتغيير مسارات القطار على إشارتها، وكذلك تقسيم القطار. تواجه هاي فونج ثانه سوي وحدها، وتقتلها أخيرًا، ولكن ليس قبل تبديل مسارات القطار، مما يؤدي إلى تقسيم القطارين، تلتقي هاي فونج مع ابنتها وتتصالح معها. ثم تخرج هاي فونج من القطار وتدخل في قتال مع العصابات المتبقين وتهزمهم، ولكن يتم إطلاق النار عليها في الصدر بواسطة إحدى افراد العصابات. يضع المجرم السلاح على راس هاي فونج بينما هي على الأرض ويحاول قتلها، لكن المحقق لونغ يقتل المجرم، يتم نقل هاي فونج إلى المستشفى وتتصالح مع شقيقها. يبدأ زملائ مي بالتعامل بشكل جيد معها بسبب تصرف والدتها الشجاع مع العصابات وإنقاذها للاطفال الذي تم خطفهم، تاتي مي إلى غرفة والدتها بالمستشفى وتقول انها تريد ان تصبح مقاتلة محترفة مثلها وشجاعة، تقول هاي فونج أنها ستعلمها كيفية القتال، لكنها سوف تتألم، وعليها ان تكون شجاعة.

## روابط خارجية
- مقالات تستعمل روابط فنية بلا صلة مع ويكي بيانات